# Саркирама (Жетисайський район)
Саркира́ма (каз. Сарқырама) — село у складі Жетисайського району Туркестанської області Казахстану. Входить до складу Макталинського сільського округу.
До 2001 року село називалось Победа.
Населення — 88 осіб (2021; 124 у 2009, 57 у 1999, 52 у 1989).